# NGC 2918
NGC 2918 est une galaxie elliptique située dans la constellation du Lion. NGC 2918 a été découverte par l'astronome germano-britannique William Herschel en 1785.

## Caractéristiques

### Distance
Sa vitesse par rapport au fond diffus cosmologique est de 7 018 ± 19 km/s, ce qui correspond à une distance de Hubble de 103,5 ± 7,3 Mpc (∼338 millions d'al).
À ce jour, une mesure non basée sur le décalage vers le rouge (redshift) donne une distance d'environ 67,200 Mpc (∼219 millions d'al). Cette valeur est loin à l'extérieur des valeurs de la distance de Hubble.

## Paire de galaxies

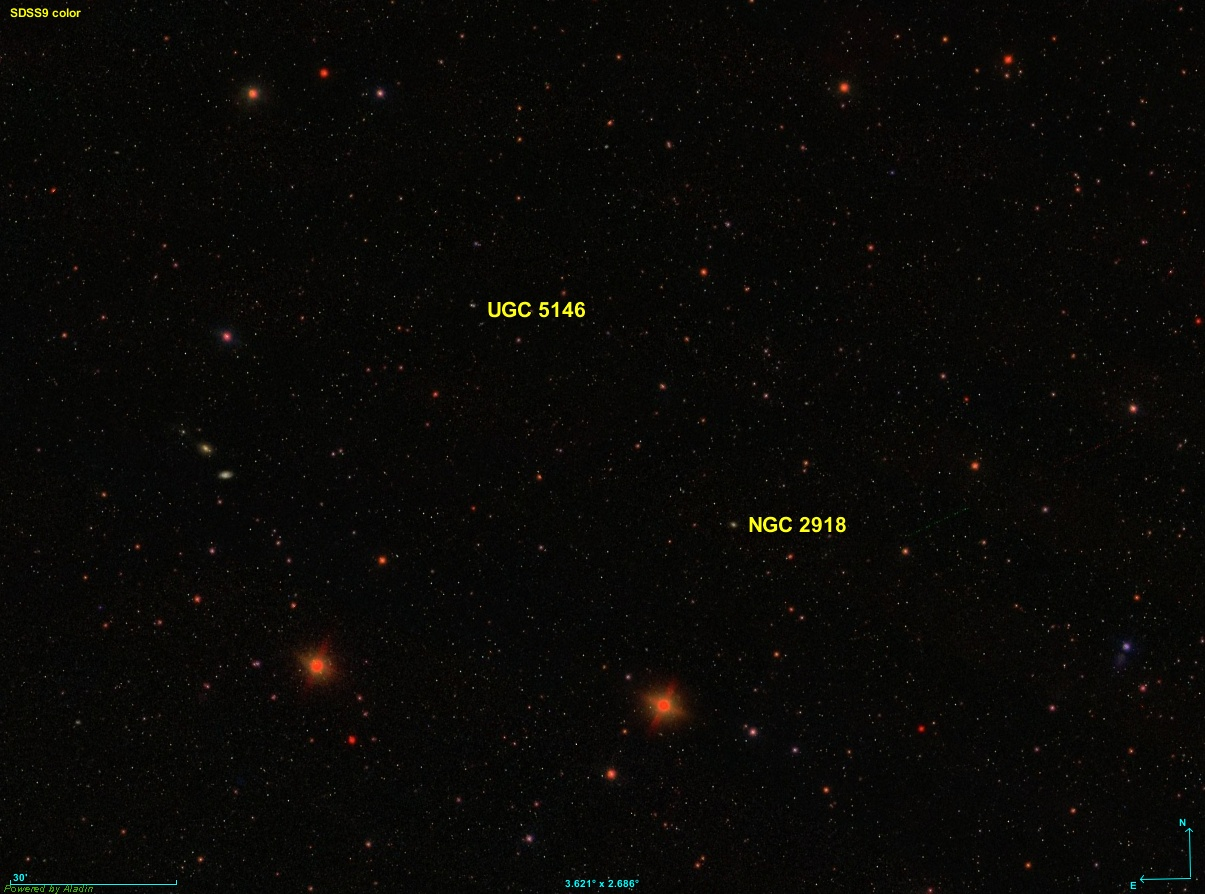
Emplacement de la paire de galaxies NGC 2918 et UGC 5146

NGC 2918 et UGC 5146 (CGCG 0936.4+3236 noté 0936+3236 dans l'article d'Abraham Mahtessian forme une paire de galaxies. Les coordonnées d'UGC 5146 sont 09h 39m 25,4s et 32° 21′ 51″. Sa vitesse par rapport au fond diffus cosmologique est de 7 121 ± 151 km/s, ce qui correspond à une distance de 105,3 ± 7,7 Mpc (∼343 millions d'al). Cette galaxie est donc dans la même région de la sphère céleste et à une distance semblable à celle de NGC 2918.